# Federal Air Marshal Service
Federal Air Marshal Service (okr. FAMS) je ena izmed zvezdnih agencij ZDA, ki spada pod Transportation Security Administration (TSA) v okviru United States Department of Homeland Security (DHS). »Glavna naloga je zagotavlanje varnosti in s tem zaupanja v civilnem letalstvu z napotitvijo Federal Air Marshal (prev. Zvezni letalski maršal), ki zaznavajo, odvračajo in preprečujejo sovražne grožnje zoper Združene države Amerike.
Zaradi narave dela, zaposleni veliko potujejo. Zahteva se visoka usposobljenost v streljanju. Vse od začetka devedesetih let, se smatrajo za najboljše strelce med vsemi zveznimi agencijami na področju varnosti. Pomembna prvina dela je, da maršal ne izstopa med ostalimi potniki na letalu. Zaradi tega mora biti dobro izurjen na različnih področjih, da vseeno lahko opravi nalogo uspešno. Ta področja so npr. Tehnike preiskovanja, prepoznava znakov terorističnih dejanj in obnašanja potencialnih teroristov, visoka strelska izurjenost, taktike povezane z delovanjem v letalu, samoobrambo v zaprtem prostoru. Vse to za zagotovitev varnosti vseh na letalu.

## Zgodovina
Začetki segajo v leto 1961, ko je takratni predsednik John F. Kennedy ukazal, da se zagotovijo agenti, ki bodo skrbeli za varnosti na nekaterih rizičnih poletih. Služba je začela z delom 2. marca 1962 v sklopu Zvezne agencije za letalstvo (ang. FAA) »FAA Peace Officers Program«. Na tam je prvih 18 prostovoljcev končalo izobraževanje po programu FAA. Izobraževanje je potekalo v sklopu Zvezne agencije za carino in nadzor meje (ang. CBP - Customs and Boarder patrol). Na začetku se jih je poimenovalo ang. Sky Marshals znotraj FAA. Šele po nekaj letih so dobili tudi orožje in trening v bojevanju v zaprtih prostorih na akademiji FBI (Prev. FBI – Zvezni Preiskovalni Urad) v Quantico, Virginija. 
V oktobru 1969, zaradi povečanja števila ugrabljenih letal predvsem na Bližnjem vzhodu, je ang. U.S. Marshals Service začela z ustanovitvijo ang. Sky Marshal Division v njihovi pisarni v mestu Miami na Floridi. Večina ugrabitev letal v poznih 60. letih se je dogaja prav na letalih iz Floride zato je bila ustanovitev tam najbolj smiselna. 
Ta program je potem v 70. letih postal združen program med CBP in FAA. 11. septembra 1970 je predsednik Richard Nixon ukazal takojšno zagotovitev obroženih agentov na komericalnih poletih v ZDA. To je storil, kot posledico povečanja števila ugrabitev s strani islamskih skrajnežev. Ti angenti so sprava prihajali iz zveznega urada USDT (U.S. Department of Treasury). Kasneje je to prevzela zvezna carina (United States Customs Service). Za to delo so zaposlili in izšolali okrog 1700 pripradnikov, ki so delo opravljali na komercialnih letih pod zastavo ZDA tudi izven meja. 
V letih 1973-74 se je njihovo število drastično zmanjšalo. Prezaposlili so jih na druga delovna mesta znotraj United States Customs Service. Ostal je le majhna skupina ljudi, ki pa je opravila zelo malo nalog na letalih. 
Leta 1985 je takratni predsednik Ronald Reagan zahteval razširitev programa in kongres je potrdil program, ki je razširil področje in podprl ustanovitev Federal Air Marshal Service (FAMS). Po ugrabitvi leta TWA 847 se je število zaposlenih povečalo in njihova pozornost se je usmerila na mednarodne lete v in iz ZDA. Težave so nastale v določeni državah (VB, Zvezna republika Nemčija), ki se nista strinjala z dejstvom, da prihajajo obroženi uslužbenci druge države v njihovo državo. Po dolgotrajnih pogajanjih so dosegli dogovor, ki je omogočil nadaljnje delovanje FAMS. 
V obdobju med 1992 in napadi 11. septembra 2001 je služba delovala na prostovoljni bazi. To je rezultiralo v dejstvu, da je služba zahtevela najvišji nivo znanja rokovanja z orožjem na svetu takrat. 
Na dan 11. september 2001 je bilo aktivnih zgolj 33 uslužbencev FAMS. Po teh dogodkih je predsednik George W. Bush ukazal hitro razširitev službe. V enem mesecu so zaposlili skoraj 600 ljudi večinoma iz drugih agencij, ki delujejo na varnostnem področju v ZDA. V avgustu 2013 je bilo število zaposlenih okrog 4000 ljudi. Zdaj služba služi, kot glavna varnostna služba znotraj TSA.
Oktobra 2016 je služba prešla iz okrilja U.S. Immigration and Customs Enforcment (ICE) pod okrilje TSA in s tem pod Department of Homeland Security (DHS).
Število pisarn in zaposlenih niha zaradi sprememb v finanaciraju službe. Nekatere pisarne so v zadnjih letih morali zapreti. 
Varovanje drugih sredstev za prevoz
Od leta 2004, TSA zagotavlja ljudi, tudi pripadnike FAMS, ki delujejo tudi na drugih sredstvih za javni prevoz predvsem vlakih. To se dogaja ob večjih dogodkih, praznikih, počitnicah, obletnicah večjih terorističnih napadov. Delujejo na principu preventivnega dela. Naključne, nenepovedane kontrole in zelo vidna prisotnost na prevoznem sredstvu. 

## Usposabljanje
Vsak kandidat gre skozi dvo fazno usposabljanje. Prva faza je osnova, ki traja 7 tedenov. V drugem delu pa je večji poudarek na specifičnem področju delovanja zveznih letalskih maršalov. Pod to spadajo urjenje v streljanju, samoobrambi, psihofizična priprava, obrambne taktike, nujna medicinska pomoč, pravno področje. Zaradi delovanja na omejen prostoru polnem civilistov je poseben poudarek na streljanju. 

## Oprema
•SIG Sauer P229 ali P239 kalibra .357 SIG
•ASP teleskopska palica
•Sredstva za vklepanje

## Delovanje v praksi
Napotitev na nalogo lahko pride tudi samo uro pred letom kar vključuje tudi lokacije z visoko stopnjo tveganja. Na dogodkih kot so Super Bowl, olimpijske igre Salt Lake City 2002, kraje, ki jih obišče predsednik so na letih v in iz teh krajev vedno prisotni.